# Bijapur (Sultanat)

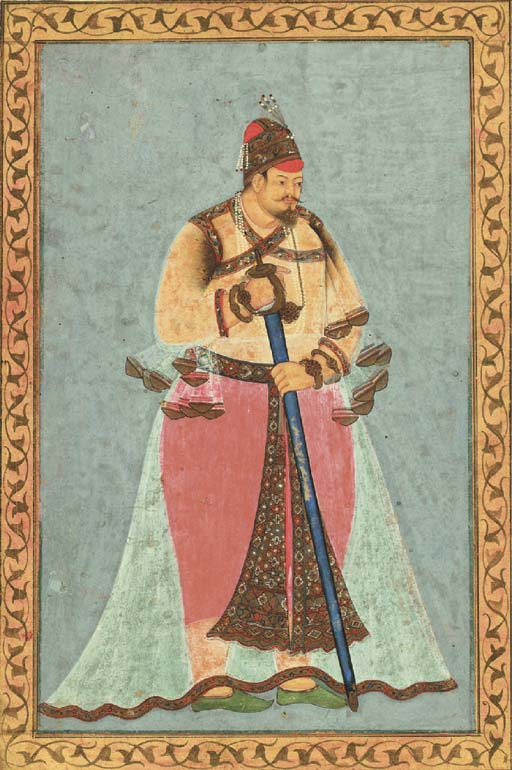
Sultan Ibrahim Adil Shah II. (reg. 1580–1627), Miniaturmalerei im Dekkanstil (17. Jh.)

Das Sultanat Bijapur war eines der fünf zentralindischen Dekkan-Sultanate, die aus dem Bahmani-Sultanat hervorgingen. Es wurde im Jahr 1490 gegründet und bestand bis zur Unterwerfung durch das Mogulreich im Jahre 1686. Benannt ist es nach der Hauptstadt Bijapur, dem heutigen Vijayapura.

## Geschichte
Yusuf Adil Shah, Gouverneur (subahdar) der Provinz Bijapur des Bahmani-Sultanats, nutzte im Jahr 1490 die Schwäche von Sultan Mahmud Shah IV., indem er sich selbst zum Sultan ernannte und so die Dynastie der Adil Shahi begründete. Auf Kosten der Bahmaniden erweiterte er sein Herrschaftsgebiet, das bei seinem Tode im Jahr 1510 den Norden des heutigen Karnataka, den Südwesten Maharashtras sowie Goa umfasste.
Unter Yusufs Nachfolger Ismail (reg. 1510–1534) musste Bijapur den Verlust Goas an die Portugiesen (1510) hinnehmen. Zugleich begann ein lang andauernder Krieg gegen das südlich angrenzende Hindu-Reich Vijayanagar und das nördliche Nachbarsultanat Ahmadnagar. Zwischen etwa 1515 und 1530 expandierten die Nachbarreiche auf Kosten Bijapurs, doch bis 1543 konnte dieses die meisten der verlorenen Gebiete zurückgewinnen. Zwischen etwa 1543 und 1557 gewannen abermals die beiden Feinde die Oberhand: Der Nordosten ging an Ahmadnagar verloren, Raichur an Vijayanagar. Von 1557 bis 1564 stand Bijapur unter der Vorherrschaft Vijayanagars. Die Feindschaft mit Ahmadnagar dauerte an, bis die beiden Sultanate 1564 gemeinsam mit Golkonda und Bidar ein Bündnis gegen Vijayanagar schlossen. Im Jahr 1565 wurde der Hindustaat in der Schlacht von Talikota von den vereinten Dekkan-Sultanaten unter Führung Bijapurs vernichtend geschlagen. Bis 1593 dehnte Bijapur sein Territorium weit nach Süden auf große Teile des besiegten Feindstaates aus. Dagegen schlug der Versuch, Goa zusammen mit Ahmadnagar und dem Zamorin von Calicut zurückzugewinnen, im Jahr 1570 fehl.
Seinen Höhepunkt, auch in kultureller Hinsicht, erreichte Bijapur unter Ibrahim Adil Shah II. (reg. 1580–1627) und dessen Nachfolger Mohammed Adil Shah (reg. 1627–1656). Im Jahr 1619 wurde das östliche Nachbarsultanat Bidar unterworfen. Architektur, Malerei, Musik und Literatur gelangten zu hoher Blüte. 1621 kam es erneut zu einem zweijährigen Krieg gegen Ahmadnagar, nachdem die beiden Staaten von 1615 bis 1621 gegen die nordindischen Großmoguln verbündet gewesen waren.
Im Jahr 1635 fiel das Heer des Mogulherrschers Shah Jahan in das Reich ein. Dessen Machtposition war so groß, dass sich Bijapur ein Jahr später vertraglich an das Mogulreich binden und zu Tributzahlungen verpflichten musste. Zwischen 1638 und 1652 dehnte sich das Sultanat noch einmal beträchtlich nach Süden aus. Nach dem Tode Mohammeds im November 1656 bestieg Ali Adil Shah, der noch ein Kind war, den Thron. Gerüchte, wonach Ali nicht der leibliche Sohn Mohammeds war, veranlassten das Mogulreich im Januar 1657 zu einem neuerlichen Feldzug unter Aurangzeb und Mir Jumla gegen Bijapur, das der Invasion wenig entgegenzusetzen hatte. Im März fiel die Festung Bidar, im Juli auch Kaliani. Nur eine Intrige rettete das Sultanat: Gesandte verhandelten mit Shah Jahans Sohn Dara Shikoh, der mit seinem Bruder Aurangzeb im Streit lag. Um einen Triumph Aurangzebs zu verhindern, erwirkte er gegen Zahlung einer stattlichen Abfindung einen Friedensschluss.
Mit den Marathen entstand Bijapur in der zweiten Hälfte des 17. Jahrhunderts ein zusätzlicher starker Rivale auf dem Dekkan. Im Jahr 1666 überfielen diese die Hauptstadt Bijapur. Durch die Auseinandersetzung mit den Marathen geschwächt, konnte Bijapur im Jahr 1686 einem neuerlichen Einmarsch Aurangzebs, der seit 1658 Großmogul war, nicht standhalten. Am 12. Dezember 1686 fiel die Hauptstadt nach langer Belagerung. Bijapur wurde in das Mogulreich eingegliedert.